# Santa (filme)
Santa é um filme mexicano de 1932, com direção de Antonio Moreno e estrelado por Lupita Tovar. Produzido nos estúdios da "Compañía Nacional Productora de Películas", o filme é o primeiro longa-metragem mexicano utilizando sonorização nas falas e diálogos.
O sucesso do filme foi tamanho que a empresa dos correios mexicano lançou um selo postal com Tovar no papel de Santa. 

## Sinopse
Uma menina mexicana chamada Santa (Tovar), de beleza singular, é casada com um soldado infiel, Marcelino (Donald Reed), que depois de algumas brigas, a expulsa de casa. Rejeitada por sua família e amigos, ela encontra abrigo em um bordel, transformando-se numa mulher cínica e infeliz.

## Elenco
- Lupita Tovar - Santa
- Carlos Orellana - Hipólito
- Juan José Martínez Casado - Jarameño
- Donald Reed - Marcelino